# Eric Betzig
Eric Betzig, né le 13 janvier 1960 à Ann Arbor dans le Michigan, est un scientifique américain, connu pour son travail sur la microscopie PALM. Il est co-lauréat du prix Nobel de chimie 2014 avec Stefan Hell et William Moerner  pour leurs travaux dans le domaine de la nanoscopie et de la microscopie à fluorescence.

## Publications
- avec A. Lewis, A. Harootunian, M. Isaacson, E. Kratschmer : Near Field Scanning Optical Microscopy (NSOM), Biophys. J., cahier 49, 1986, p. 269.
- Non-destructive optical imaging of surfaces with 500 ångstrom resolution, Ithaca, 1988, Dissertation,
- avec Jay K. Trautman : Near-Field Optics : Microscopy, Spectroscopy, and Surface Modification Beyond the Diffraction Limit, Science, cahier 257, 1992, p. 189–195,
- avec George H. Patterson, Rachid Sougrat, O. Wolf Lindwasser, Scott Olenych, Juan S. Bonifacino, Michael W. Davidson, Jennifer Lippincott-Schwartz, Harald F. Hess : Imaging Intracellular Fluorescent Proteins at Nanometer Resolution. In : Science. Vol. 313, no 5793, septembre 2006, p. 1642–1645

## Prix
Il reçoit en 2015 le prix Newcomb-Cleveland décerné par l'AAAS.